# 拿達路·馬天尼斯
勞塔羅·哈维尔·馬天尼斯（西班牙語：Lautaro Javier Martínez，1997年4月16日—），是一名阿根廷足球運動員，目前效力意甲球會國際米兰、阿根廷國家足球隊，司職前鋒。

## 早年经历
劳塔罗生于布兰卡港。跟随父亲的脚步，劳塔罗成为了一名职业足球运动员，加入了本地球队利尼尔（Liniers），并在U17梯队的比赛中表现出色。
2013年，他在U17联赛中攻入13球，并入选了国家队。

## 俱乐部生涯

### 競賽隊

#### 2017年之前
馬丁內斯是在2014年加入阿根廷竞技的青訓營。2015年11月1日，他在阿根廷足球甲級聯賽對陣北部巡航時，首次為球隊上陣，最終球隊以3比0大勝。

#### 2017-18赛季
在2017-18年賽季，馬丁內斯在21場阿根廷超級聯賽中打進了13球，並有4次助攻。此外他在6場南美解放者杯中的打進5球。

### 國際米蘭

#### 2018-19赛季
2018年7月4日，馬丁內斯加盟國際米蘭。國際米蘭和馬丁內斯簽署了一份為期五年的長約。競技擁有10%的二次轉會分成條款。如果藍黑軍團在未來出售這位阿根廷前鋒，競技將得到轉會費的10%分成。

#### 2019-20赛季
2020年8月17日，馬丁內斯在對薩克達5-0取勝的比賽梅開二度，成功前進2020年歐霸盃決賽。

#### 2020-21赛季
2021年5月，馬丁內斯隨隊獲得2020-21賽季意甲冠軍。

#### 2023-24賽季
2024年4月22日，馬丁內斯戴上隊長臂章，提前5輪捧起2023-24賽季意甲冠軍。
2024-25賽季
2024年8月13日，球季開鑼前夕，馬天尼斯獲國際米蘭官方續約至2029年，年薪為900萬歐元。

## 國家隊生涯

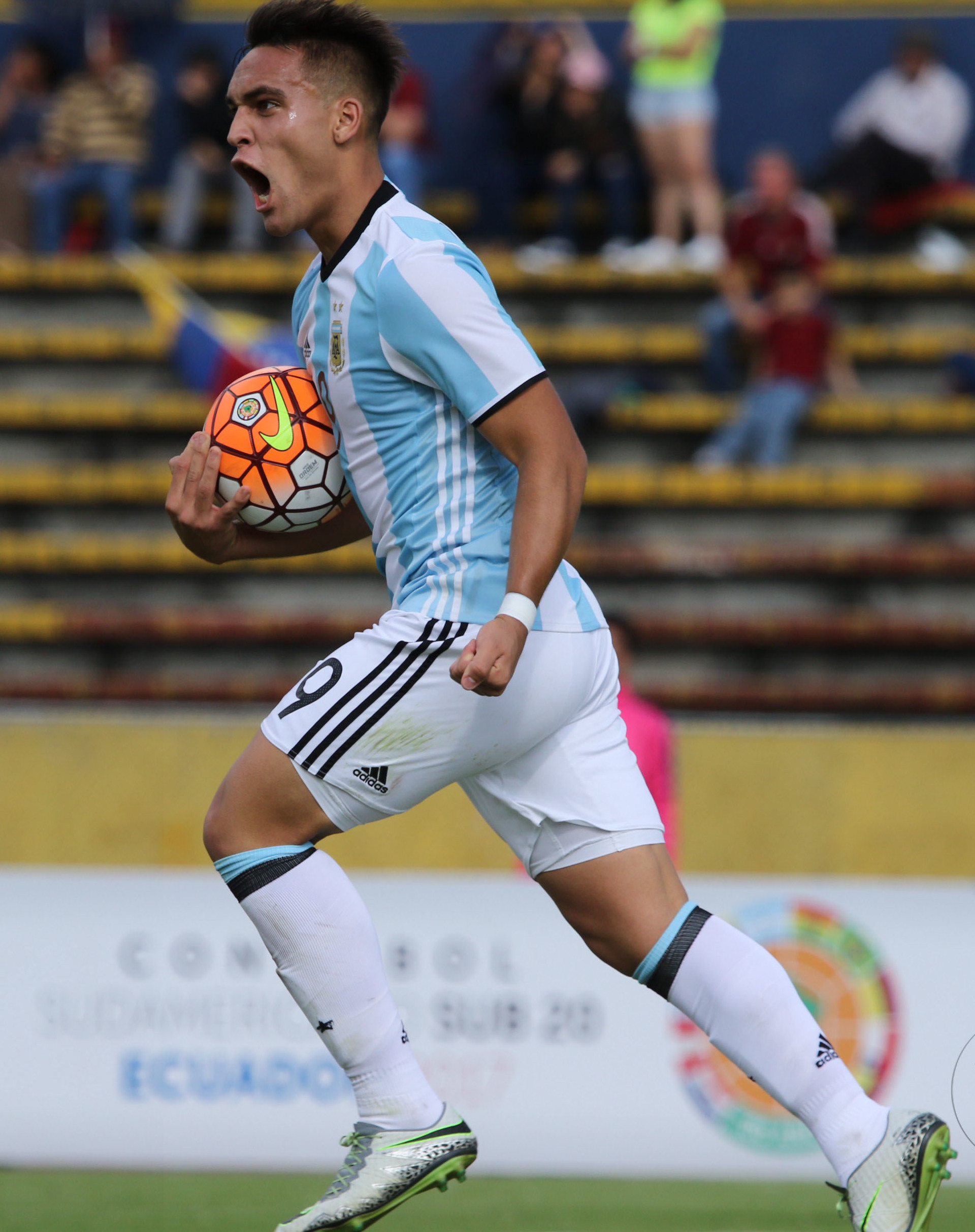
劳塔罗在U-20国家队（2017年）

自2017年1月19日開始，馬丁內斯共為阿根廷U20出場11次，打進7球。
2019年5月，阿根廷國家足球隊公佈2019年美洲杯大名單，馬丁內斯入選國家隊。2019年美洲杯，阿根廷與哥倫比亞、巴拉圭和卡塔爾同分在B組。
2019年美洲杯 1/4 決賽戰罷，巴西、阿根廷、智利以及秘魯闖進四強。足球數據網站WhoScored也評出了該階段的最佳陣容，馬丁內斯入選最佳陣容。
2019年9月11日，阿根廷與墨西哥進行友誼賽。半場結束，勞塔羅完成帽子戲法，最終阿根廷4-0擊敗墨西哥。
2021年6月，勞塔羅入選了阿根廷參加2021年美洲國家盃的大名單。 7月10日，他隨隊獲得美洲盃冠軍。
2022年國際足總世界盃，馬丁內斯首次代表阿根廷國家隊出戰世界盃。在這屆世界盃中馬丁內斯受傷患困擾，令表現不似預期。首战对阵沙特，劳塔罗屡次落入越位陷阱，球队最终被1-2逆转。此后他屡次浪费机会，首发位置也被阿尔瓦雷斯取代。但在12月9日，马丁内斯在阿根廷點球大戰4-3战胜荷兰的比赛中打进致胜的点球，将球队送入半决赛。12月18日，在世界杯决赛上，劳塔罗在加时阶段替补出场。第108分钟，劳塔罗的射门击中洛里面部弹到梅西脚下，后者补射破门，皮球经门线技术鉴定完全过线，阿根廷再次领先对手。最终，阿根廷在点球大战以4-2击败法国，劳塔罗随队夺得冠军。
在2024年美洲杯中，马丁内斯在阿根廷队首场比赛以2-0战胜加拿大国家男子足球队的比赛中打入了球队的第二个进球。 随后，他在对阵智利国家足球队的比赛中打进全场唯一进球，帮助阿根廷晋级淘汰赛阶段。 在阿根廷对阵秘鲁国家足球队的小组赛最后一场比赛中，他打进了两球，帮助阿根廷以2-0获胜。 在2024年美洲杯决赛中对阵哥伦比亚国家足球队的比赛中，马丁内斯在加时赛第112分钟打进了全场唯一进球，帮助阿根廷以1-0领先，并最终赢得了比赛和冠军。他在本届比赛中共打入5球，荣获赛事最佳射手的金靴奖。

## 榮譽

### 俱乐部
国际米兰
- 意大利足球甲级联赛冠軍：2020–21[5]、2023–24[15]
- 意大利杯冠軍：2021–22、2022–23
- 意大利超级杯冠軍：2021、2022、2023

### 國家隊
阿根廷
- 美洲國家盃冠軍（2次）：2021年[9]、2024年
- 歐美超級杯冠軍（1次）：2022年
- 國際足協世界盃冠軍（1次）：2022年

### 個人
- 美洲國家盃金靴獎：2024年（5球）[16]

## 外部連結
- Soccerway資料庫：拿達路·馬天尼斯